# Marin Manafu
Marin Manafu, romunski general, * 1896, † 1977.